# تدی بیت‌آپ
تدی بیت‌آپ (انگلیسی: Teddy Bateup; ۱۶ مهٔ ۱۸۸۱ – ۲۹ آوریل ۱۹۳۹) بازیکن فوتبال اهل بریتانیا بود.
از باشگاه‌هایی که در آن بازی کرده‌است می‌توان به باشگاه فوتبال آرسنال، باشگاه فوتبال پورت ویل، باشگاه فوتبال جیلینگام، و باشگاه فوتبال آرسنال اشاره کرد.